# 日暉大廈
日暉大廈（葡萄牙語：Edifício Iat Fai）是澳門房屋局轄下的一個經濟房屋項目，位於氹仔北安填海區PO3a及PO3b地段，佔地面積2,500平方米，由一幢21層高的住宅大樓組成，設施包括地鋪、公共停車場和裙樓休憩平台，同時作為「萬九後」公共房屋項目之一。2013年9月19日，政府對該項目進行公開開標，並計劃爭取於同年年底動工，合共提供288個全部為二房一廳單位；同年12月18日起展開三個月的申請期，並正式對該地段項目建築命名為現名。2017年12月4日，該經屋獲發座照；2018年1月15日，首批預約買受人辦理上樓手續，代表著該經屋正式入伙。

## 歷史

### 招標及興建
2016年5月15日，據房屋局網站顯示，日暉大廈正在進行上蓋結構施工階段，預計2017年完工。
2016年11月1日，時任房屋局社會房屋處處長陳君傑表示，日暉大廈預計在2017年下半年建成，當時正提供多戶型經屋申請者揀樓。

### 竣工及入伙
2018年1月15日，本大廈正式入伙，房屋局分批安排日暉大廈經濟房屋的預約買受人辦理上樓手續，包括繳付樓款、領取單位鎖匙及辦理管理合約等。房屋局表示，已於去年12月起分批向日暉大廈合資格的預約買受人發出「選擇繳付樓款方式」的通知公函，並要求於收到公函起計七天內，須填妥公函附件中《經濟房屋繳付樓款通知書》回條及《聲明書》成員簽署之聲明書交回房屋局青洲辦事處；並根據所選取繳付樓款的方式，即一次性支付樓款或完成申請樓宇按揭貸款之情況，而按序通知辦理上樓手續。
2019年，房屋局在獲發座照後即向相關部門申請門牌、房屋記錄編號、住宅單位分層所有權設定等，相關行政程序於2019年1月8日完成。隨後即發函要求該大廈的預約買受人按指定時間遞交做契前所需的聲明書及相關證明文件，如結婚證明等，並亦已開設“經濟房屋做契文件網上遞交平台”方便市民隨時隨地提交文件。

## 配套設施

### 社會設施
2018年11月5日，政府計劃於氹仔聚龍街經濟房屋日暉大廈建設青年綜合服務中心。土地工務運輸局共收到 27份標書競投，其中除1份標書被拒絕及1份標書獲有條件接納外，其餘標書均被接納，競投造價介乎470多萬澳門元至670多萬澳門元不等。中心位於地面層“A R/C”及“B R/C”單位，總面積約325平方米。工程內容包括重新規劃間隔裝修、鋪設管線，以及配套機電設施等；裝修設計以簡單和實用為主，面向大街方向處設有落地玻璃作自然採光及降低能源消耗。並預計於2019年第一季展開，最長工期為150個工作天。
2021年1月11日，位於日暉大樓地下AB座的Be Cool Project中心啟用，是澳門戒毒康復協會的分支機構。
- ARTM - Be Cool Project 英文官方網站 （页面存档备份，存于）

### 公共停車場
停車場出入口位於氹仔聚龍街，於2017年12月29日開放使用。停車場共有兩層，提供59個輕型汽車泊車位及132個摩托車泊車位，按政府一般時鐘車位收費。

## 鄰近建築
- 氹仔東北體育中心
- 澳門旅遊大學氹仔校區
- 氹仔社屋─日昇樓

## 外部連結
- 公共建設局─氹仔聚龍街公共房屋 （页面存档备份，存于）
- 日暉大廈─經濟房屋售樓說明書 （页面存档备份，存于）